# قصر قدير
قصر قدير أحد المواقع الأثرية التابعة لمدينة سكاكا في منطقة الجوف شمال المملكة العربية السعودية.

## الوصف
يقع القصر على سفح مرتفع صخري في الطرف الغربي من مركز قارا على مسافة نحو 10 كم إلى الجنوب من سكاكا. ويعود تاريخ بناء هذا القصر إلى الأول من شهر محرم من سنة 518 هـ الموفق 1124م كما ينص على ذلك نقش تأسيسي وجد بجانب المبنى. وعلى الرغم من أن مساحة المبنى صغيرة٬ وطبيعة بنائه بسيطة، إلا أن وجود هذا النقش أعطى المبنى بعدًا تاريخيًا مهمًا، إذ إن القرن السادس الهجري تعُّد من الفترات الغامضة في تاريخ الجوف٬ ووجود مبنى مؤرخ يعطي دلالات تاريخية مهمة للمنطقة٬ وسكانها٬ وعلاقتها بالمناطق الأخرى. فإلى الشمال مباشرة من القصر عُثر على بقايا منشآت معمارية، وبقايا بئر قديمة، ووجدت على سطح الموقع مجموعات من الكسر الفخارية التي أمكن تحديد تاريخها بفترة العصر الأموي وبداية العصر العباسي، ما يؤكد أن تلك البقايا الأثرية تعود إلى مرحلة أسبق من مبنى القصر٬ وهذا ربما يعطي أهمية للموقع.

## البناء

### تخطيط المبنى
َّ
يأخذ مسقط المبنى شكلاً غير منتظم طوله 7 متر وعرضه 6.5 متر. يقع مدخله في الجزء الجنوبي٬ ويرتبط المدخل بسلم يؤدي إلى قمة السفح الذي يقوم عليه المبنى٬ ويلاصق المدخل برج صغير شبه مربع٬ أما البرج الثاني الكبير فيقع في الجزء الغربي٬ ويحتل جزءًا كبيرًا من ساحة المبنى. يؤدي المدخل إلى ساحة تمثل مع البرجين الجزء الأساسي لتخطيط المبنى٬ ويقسم الساحة في المنتصف جدار غير مستقيم. هذا المخطط ربما يعكس طبيعة المبنى ووظيفته التي يظهر من خلال أبراجه أنها دفاعية٬ حيث إن اشتمال هذا المبنى الصغير على برجين٬ وعدم وجود وحدات داخلية للاستخدام السكني تؤكد الدور الدفاعي الذي كان يؤديه المبنى٬ وربما أقيم لحماية القرية الصغيرة التي لوحظت بقاياها أثناء دارسة الموقع عام 1406 هـ الموافق 1986م. وعلى الرغم من أن النقش يشير إلى أن حماد بن كعب قام بعمارة هذا البيت، إلا أن مسمى البيت يمكن أن يطلق كذلك على المباني الدفاعية.

### مواد البناء
شيد المبنى كما تظهر بقاياه من الأحجار الرملية (الغشيمية) واستخدم الطين في عملية الربط٬ ويلاحظ أن معظم الأحجار المستخدمة ذات حجم صغير وغير منتظمة.